# عبدالله الیزیدی
عبدالله الیزیدی (انگلیسی: Abdullah Al-Yazidi؛ زادهٔ ۱۲ اوت ۱۹۸۹) یک بازیکن فوتبال اهل قطر است.